# Comuna Boicinovți, Montana
Boicinovți (în bulgară Бойчиновци) este o comună în regiunea Montana, Bulgaria, formată din orașul Boicinovți și satele Beli Breg, Beli Brod, Erden, Gromșin, Kobileak, Lehcevo, Madan, Mărcevo, Ohrid, Palilula, Portitovți și Vladimirovo. 

## Demografie
Componența etnică a comunei Boicinovți
     Romi (11,33%)
     Bulgari (84,81%)
     Nicio identificare (3,35%)
     Altele (1,48%)
La recensământul din 2011, populația comunei Boicinovți era de 9.272 locuitori. Din punct de vedere etnic, majoritatea locuitorilor (84,81%) erau bulgari, cu o minoritate de romi (11,33%). Pentru 3,35% din locuitori nu este cunoscută apartenența etnică.